# Pukkellaks
Pukkellaks (Oncorhynchus gorbuscha) er en fisk tilhørende stillehavslaks. Den har navn efter den store pukkel som hanfisken udvikler under gydetiden, næsten alle hanfisk dør efter gydning. Hovedudbredelsesområde er det nordlige Stillehav.
Den har været udsat i Hvidehavet, og siden bredt sig sydpå til danske farvande.